# Liste der französischen Parlamentswahlen (5. Republik)
Seit der Errichtung der 5. französischen Republik 1958 fanden in Frankreich 16 Parlamentswahlen statt. Alle Wahlen wurden als Mehrheitswahl mit Stichwahl durchgeführt.

## Auflistung
| Datum                          | Sitze | Stimmenstärkste Gruppe | Andere Parteien | Premierminister |
| ------------------------------ | ----- | --- | --- | --- |
| 1958 23. November 30. November | 576   | Union pour la Nouvelle République (Michel Debré) 206 Centre national des indépendants et paysans 117 Mouvement républicain populaire (Pierre Pflimlin) 64 Droite parlementaire zusammen (Michel Debré) 387                                                     | Formation administrative des élus d'Algérie et du Sahara 66 Sozialisten 47 Unabhängige 76 | Kabinett de Gaulle III 1. Juni 1958 Kabinett Debré 8. Januar 1959 Kabinett Pompidou I 14. April 1962                                                                   |
| 1962 18. November 25. November | 482   | Union pour la nouvelle République (Georges Pompidou) 233 Républicains indépendants 35 Majorité présidentielle (Georges Pompidou) zusammen 268 | Sozialisten 66 Centre démocratique 55 Parti communiste français (Maurice Thorez) 41 Rassemblement démocratique 39 Unabhängige 13 | Kabinett Pompidou II 7. Dezember 1962 Kabinett Pompidou III 8. Januar 1966                                                                                             |
| 1967 5. März 12. März          | 486   | Union des démocrates pour la République (Georges Pompidou) 244 Divers droite 15 Union démocratique pour la Ve République zusammen (Georges Pompidou) 259 | Fédération de la gauche démocrate et socialiste (Guy Mollet) 116 Parti Communiste français (Waldeck Rochet) 73 Centre démocratique (Jean Lecanuet) 27 Parti socialiste unifié (Édouard Depreux) 10 Unabhängige 1 | Kabinett Pompidou IV 8. April 1967 |
| 1968 23. Juni 30. Juni         | 487   | Union pour la défense de la République (Georges Pompidou) 294 Républicains indépendants 64 Divers droite 9 Majorité présidentielle (Georges Pompidou) zusammen 367                                                                                             | Fédération de la gauche démocrate et socialiste (Guy Mollet) 57 Parti Communiste français (Waldeck Rochet) 34 Progrès et démocratie moderne (Jean Lecanuet) 27 Unabhängige 2 | Kabinett Couve de Murville 10. Juli 1968 Kabinett Chaban-Delmas 20. Juni 1969 Kabinett Messmer I 6. Juli 1972                                                          |
| 1973 4. März 11. März          | 490   | Union des démocrates pour la République 184 Républicains indépendants 54 Centre démocratie et progrès 23 Divers droite 19 Union des républicains de progrès (Pierre Messmer) zusammen 280                                                                      | Parti socialiste 89 Parti Communiste français 73 Parti radical de gauche 12 Parti socialiste unifié 1 Union de Gauche (François Mitterrand) zusammen 175 Mouvement réformateur (Jean Lecanuet) 31 Unabhängige 4 | Kabinett Messmer II 5. April 1973 Kabinett Messmer III 1. März 1974 Kabinett Chirac I 27. Mai 1974 Kabinett Barre I 27. August 1976 Kabinett Barre II 30. März 1977    |
| 1978 12. März 19. März         | 491   | Rassemblement pour la République 148 Union pour la démocratie française 137 Divers droite 6 Majorité présidentielle (Raymond Barre) zusammen 291 | Parti socialiste (einschl. Parti radical de gauche) 113 Parti communiste français 86 Divers gauche 1 Gauche parlementaire (François Mitterrand) zusammen 200 | Kabinett Barre III 5. April 1978 Kabinett Mauroy I 22. Mai 1981 |
| 1981 14. Juni 21. Juni         | 491   | Parti socialiste 266 Parti communiste français 44 Parti radical de gauche 14 Divers gauche 9 Majorité présidentielle (gauche, Lionel Jospin) zusammen 333 | Rassemblement pour la République 85 Union pour la démocratie française 62 Divers droite 11 Union pour une nouvelle majorité (droite, Jacques Chirac) zusammen 158 | Kabinett Mauroy II 23. Juni 1981 Kabinett Mauroy III 22. März 1983 Kabinett Fabius 17. Juli 1984                                                                       |
| 1986 16. März 23. März         | 577   | Rassemblement pour la République 155 Union pour la démocratie française 131 Divers droite 4 Droite parlementaire (Jacques Chirac) zusammen 290 | Parti socialiste (und Divers gauche, Laurent Fabius) 212 Parti communiste français (Georges Marchais) 35 Front National (Jean-Marie Le Pen) 35 Unabhängige 5 | Kabinett Chirac II 20. März 1986 Kabinett Rocard I 10. Mai 1988 |
| 1988 5. Juni 12. Juni          | 575   | Parti Socialiste (Lionel Jospin) 275 | Rassemblement pour la République 130 Union pour la démocratie française 90 Union du centre 41 Divers Droite 10 Union du Rassemblement et du Centre zusammen (Jacques Chirac) 271 Parti communiste français (Georges Marchais) 27 Front national (Jean-Marie Le Pen) 1 Unabhängige 1 | Kabinett Rocard II 23. Juni 1988 Kabinett Cresson 15. Mai 1991 Kabinett Bérégovoy 2. April 1992                                                                        |
| 1993 21. März 28. März         | 577   | Rassemblement pour la République 257 Union pour la démocratie française 215 Union pour la France (Jacques Chirac) zusammen 472 | Parti socialiste (Laurent Fabius) 57 République et liberté (Jean Royer) 23 Parti communiste français (Georges Marchais) 23 Unabhängige 2 | Kabinett Balladur 29. März 1993 Kabinett Juppé I 18. Mai 1995 Kabinett Juppé II 7. November 1995                                                                       |
| 1997 25. Mai 1. Juni           | 577   | Parti socialiste 242 Parti communiste français 36 Groupe radical, citoyen et vert 26 Divers gauche 15 Gauche plurielle (Lionel Jospin) zusammen 319 | Rassemblement pour la République 140 Union pour la démocratie française 113 Majorité présidentielle (Alain Juppé) zusammen 253 Front national 1 Unabhängige 4 | Kabinett Jospin 2. Juni 1997 Kabinett Raffarin I 7. Mai 2002 |
| 2002 9. Juni 16. Juni          | 577   | Union pour un mouvement populaire 358 Union pour la démocratie française 27 Divers droite 8 Démocratie libérale 2 Rassemblement pour la France 2 Mouvement pour la France 1 Majorité présidentielle - Droite parlementaire (Jean-Pierre Raffarin) zusammen 398 | Parti socialiste 140 Parti communiste français 21 Parti radical de gauche 7 Divers gauche 7 Les Verts 3 Gauche parlementaire (François Hollande) zusammen 178 Régionalistes 1 | Kabinett Raffarin II 17. Juni 2002 Kabinett Raffarin III 31. März 2004 Kabinett de Villepin Kabinett Fillon I 18. Mai 2007                                             |
| 2007 10. Juni 17. Juni         | 577   | Union pour un mouvement populaire 313 Majorité présidentielle 22 Divers droite 9 Mouvement pour la France 1 Droite parlementaire (François Fillon) zusammen 345                                                                                                | Parti socialiste 186 Parti communiste français 15 Divers gauche 15 Parti radical de gauche 7 Les Verts 4 Gauche parlementaire (François Hollande) zusammen 227 Mouvement démocrate (François Bayrou) 3 Régionalistes 1 Unabhängige 1 | Kabinett Fillon II 19. Juni 2007 Kabinett Fillon III 14. November 2010 Kabinett Ayrault I 15. Mai 2012                                                                 |
| 2012 10. Juni 17. Juni         | 577   | Parti socialiste 280 Europe Écologie-Les Verts 17 Divers gauche 22 Parti radical de Gauche 12 Majorité présidentielle (Jean-Marc Ayrault) zusammen 331 | Union pour un mouvement populaire 194 Divers droite 15 Nouveau Centre 12 Parti radical 6 Alliance Centriste 2 Union de la droite et du centre (Jean-François Copé) zusammen 229 Front national (Marine Le Pen) 2 Front de gauche (Jean-Luc Mélenchon) 10 La Centre pour la France (François Bayrou) 2 Régionalistes 2 Extrême droite 1 | Kabinett Ayrault II 21. Juni 2012 Kabinett Valls I 31. März 2014 Kabinett Valls I 26. August 2014 Kabinett Cazeneuve 6. Dezember 2016 Kabinett Philippe I 15. Mai 2017 |
| 2017 11. Juni 18. Juni         | 577   | La République en marche 308 Mouvement démocrate 42 Majorité présidentielle (Édouard Philippe) zusammen 350 | Les Républicains 112 Union des démocrates et indépendants 18 Divers droite 6 Union de la droite et du centre (François Baroin) zusammen 136 Parti socialiste 30 Divers gauche 12 Parti radical de gauche 3 Parti socialiste et alliés (Bernard Cazeneuve) zusammen 45 La France insoumise (Jean-Luc Mélenchon) 17 Parti communiste français 10 Front National (Marine Le Pen) 8 Régionalistes 5 Écologistes 1 Debout la France 1 Extrême droit 1 Unabhängige 3 | Kabinett Philippe II 19. Juni 2017 Kabinett Castex 3. Juli 2020 Kabinett Borne 20. Mai 2022                                                                            |
| 2022 12. Juni 19. Juni         | 577   | Renaissance 172 Mouvement démocrate 48 Horizons 30 Ensemble (Richard Ferrand) zusammen 250 | La France insoumise 75 Parti socialiste 30 Écologistes 23 Kommunisten (groupe de la Gauche démocrate et républicaine) 22 Nouvelle union populaire écologique et sociale (Jean-Luc Mélenchon) zusammen 150 Rassemblement national (Marine Le Pen) 89 Les Républicains 62 Groupe Libertés, indépendants, outre-mer et territoires 16 Unabhängige 9 Unbesetzt 1                                                                                                   | Kabinett Borne amtierend Kabinett Attal 9. Januar 2024 |
| 2024 29. Juni 7. Juli          | 577   | La France insoumise 74 Parti socialiste 59 Écologistes 28 Parti communiste français 9 Génération.s 5 Divers gauche 5 Sonstige 2 Nouveau Front populaire zusammen 182                                                                                           | Renaissance 102 MoDem 33 Horizons 25 Sonstige 8 Ensemble pour la Republique zusammen 168 Rassemblement national 126 Républicains dissidents 17 zusammen 143 Républicains 45 Divers droite 15 Divers gauche 13 Divers Centre 6 Sonstige 5 | Kabinett Attal amtierend Kabinett Barnier 5. September 2024 Kabinett Bayrou 13. Dezember 2024                                                                          |